# Generacijske razlike na delovnem mestu

Generacijske razlike na delovnem mestu se kažejo predvsem v vrednotah in načinu dela različnih generacij in lahko predstavljajo oteženo delo ali načine komuniciranja, če se jih ne zavedamo. Generacija je skupina posameznikov podobne starosti, ki so doživeli iste zgodovinske dogodke v določenem obdobju 
 Med različnimi generacijami prav zaradi njihovih različnih okoliščin obstajajo razlike, ki lahko privedejo do medgeneracijskih konfliktov. Ena izmed prvih omemb generacijskega konflikta se pojavlja že v Svetem pismu. V zgodbi je mladi Kralj Izraela zavrnil nasvet starejših mož in upošteval nasvet svojih vrstnikov. Generacijski konflikt je razdelil izraelski narod . Danes so med najbolj raziskovanimi in zanimivimi od vseh, prav generacijske razlike v delovnem slogu in delovnih vrednotah. Vsaka generacija ima drugačna mnenja in percepcije o drugih generacijah, kar lahko vodi v konflikte in nesporazume na delovnem mestu . Tako v popularnih medijih kot tudi v znanstvenih revijah in knjigah so bile generacijske razlike na delovnem mestu že problematizirane, avtorji ene od raziskav na temo delovne etike in generacijskih razlik pa so tudi Meriac, Woehr in Banister . Namen njihove študije je bil raziskati razlike med tremi generacijskimi skupinami (generacija Y, X in »baby boom«) na dimenzijah delovne etike, in sicer z uporabo multidimenzionalnega profila delovne etike (MWEP). Nekaj dimenzij profila delovne etike se je razlikovalo med skupinami. Dimenzije, ki so bile enake pa so se razlikovale v sredinah skupin, iz česar so avtorji sklepali, da se udeleženci razlikujejo v delovnih slogih in vedenjih. Raziskovalci  so na primer ugotovili, da pripadniki starejših generacij različno zaznavajo z delom povezane značilnosti pripadnikov (najmlajše) generacije Y.

## Štiri generacije
V delovnem kontekstu obstajajo štiri generacije, ki se razlikujejo v pogledih na svet in v delovni etiki. Posamezniki, ki pripadajo eni od generaciji, so zelo lojalni podjetju, v katerem delajo, spet drugi pa želijo le redno plačo . Generacije, opisane v nadaljevanju, se v večinski meri navezujejo na družbeno okolje Združenih držav Amerike.

### Generacija veteranov ali tradicionalistov
V generacijo Veteranov spadajo osebe, rojene med letoma 1922 in 1945. Roos navaja naslednje karakteristike. Za njih je pri delu najpomembnejše podjetje. Verjamejo v začetek kariere na najnižjem delovnem mestu, v plačilne roke in v napredovanje na podlagi izkušenj in večletnega dela. Zanje je najboljša izobrazba pridobivanje izkušenj v praksi. Njihov stil vodenja je strog in direkten. Način komuniciranja, ki jim je najbolj blizu, je v živo ali po telefonu.
Hoff  za to generacijo opisuje značilnosti z različnih vidikov kot so ključni dogodki generacije, pogledi na avtoriteto, zabavo, denar, družino in druge vrednote. Pričakovana izobrazba te generacije je končana srednja šola, kariera pa naj bi za njih pomenila sredstvo za preživetje, pri čemer imajo v povprečju eno ali dve poklicni poziciji tekom kariere. Za njih je zabava radio, ne pa televizija, pomembna jim je družina, zato so večinoma enkrat poročeni. Vodje in avtoriteto spoštujejo, kot junake pa dojemajo velike osebe kot so Franklin Delano Roosevelt, Winston Churchill in general Patton .
Na uspeh gledajo kot na zmago zaradi trdega boja, denar pa večinoma varčujejo. Njihova življenjska paradigma je biti hvaležen, da imaš delo. Zvesti so cerkvi in Svetemu pismu. Njihov stil oblačenja je po navadi formalen. So delovni, varčni, patrioti, zvesti instituciji in zanesljivi .

### »Baby boom«generacija
Naslednja je t. i. »baby boom« generacija (»generacija otrok blaginje«), to so osebe rojene med letoma 1956 in 1964. Njihova delovna etika je močna, vendar pa so pogosteje manj zvesti podjetju, v katerem so zaposleni. Močno verjamejo v izobrazbo, še bolj pa cenijo praktične izkušnje. Pri vodenju so jim blizu skupinski sestanki, saj naj bi se zaposleni počutili kot del ekipe. Letno poročilo o napredku je zanje dobra povratna informacija. Po navadi so na telefonu dosegljivi štiriindvajset ur na dan. Preverjajo elektronsko pošto in vedno odgovorijo na koncu dneva, ker se jim to zdi vljudno . Morda prav zaradi svoje sposobnosti skupinskega dela v primeru konfliktov iščejo konsenz .
Dogodki, ki to generacijo določajo, so hladna vojna, državljanske pravice, raziskovanje vesolja, Vietnam in televizija . Ponovno je potrebno poudariti, da so karakteristike osredotočene na populacijo Združenih držav Amerike. Pričakovana izobrazba je univerzitetna, kariera pa je zanje osrednjega pomena, pri čemer v povprečju zamenjajo šest delovnih mest. Njihova zabava je televizija, denar pa po večini zapravljajo. Družine so velikokrat razpršene, pogosto se ločijo in ponovno poročijo. Vodjem pogosto postavljajo izzive. So izobraženi, želijo si kakovosti, so neodvisni in osredotočeni na vzroke, dvomijo v avtoriteto in hlepijo po raziskovanju notranjega sveta .

### Generacija X
V generacijo X spadajo posamezniki, rojeni med letoma 1965 in 1980. Roos jih opisuje takole. Zanje sta pomembni izobrazba in ustvarjalnost, zato menijo, da posameznikom ni treba začeti na najnižjih delovnih mestih, če imajo dobre ideje. Ne razumejo, zakaj je pomembna »tradicija« organizacije. Trdo delajo za organizacijo, vendar ne bi odlašali, če bi se jim ponudila boljša priložnost. Pomembna se jim zdi usklajenost med delom in prostim časom. Verjamejo, da so lahko ljudje najbolj produktivni, če jim dopustimo svobodo, da so ustvarjalni. Svoje odločitve radi razložijo, saj na bi to motiviralo zaposlene na način, ki ga razumejo. Za komuniciranje najraje uporabljajo elektronsko pošto . Ko pride do konfliktov jih radi rešujejo takoj in neposredno 
Dogodki, ki definirajo to generacijo so padec berlinskega zidu, afera Watergate, AIDS in razmah računalnikov . Njihova pričakovana izobrazba je univerzitetna in dodatno diplomsko izobraževanje. Njihove družine so bolj nekonvencionalne, velikokrat enostarševske. Pogosto menjajo svoja delovna mesta in celo kariere. Vodje ignorirajo in se ne želijo postati eden izmed njih. V tehnologiji uživajo in uporabljajo različne vrste komunikacijska tehnologije. Prihodnost se jim zdi negotova, vendar še vedno obvladljiva. Zvesti so odnosom in zvezam, resni glede življenja, pogosto v stresu, zanašajo se sami nase in so skeptični . Boštjančič  navaja avtorje, ki so ugotovili podobne spremembe v osebnostnih in drugih lastnostih oseb iz generacije X v primerjavi z generacijo Baby boom, in sicer samospoštovanje , ekstravertnost in zunanji lokus kontrole, ki naj bi narastle od generacije »baby boom« h generaciji X.

### Generacija Y
Pripadniki generacije Y, rojeni med 1981 in 2000, verjamejo, da imajo dobre ideje, zato želijo le delati, rezultati pa bodo temu sledili. Delovna mesta so jim všeč, dokler se ne začnejo dolgočasiti. Dobro delajo tako v pisarni kot doma. Vodenje pri njih pogosto poteka prek spletnih omrežij, kjer se posodablja napredek pri delu. S pripadnikom generacije Y je najlažje priti v stik preko tekstovnega sporočila. Ne moti jih niti to, da svojega kolega nikoli ne srečajo v živo . So prva generacija, ki je odraščala s tehnologijo (računalniki in digitalnimi mediji), zato cenijo možnosti svetovnega spleta, ne pa več učenja na pamet . Ko na delovnem mestu pride do konfliktov, se trudijo uporabljati metode za reševanje konfliktov, ki so se jih naučili v letih šolanja.
Hoff  navaja dogodke, kot je padec »dvojčkov« (WTC), globalizacija in internet kot pomembne za to generacijo. Na izobrazbo gledajo drugače kot prejšnje generacije, in sicer jim je pomembno vseživljenjsko učenje, tudi če univerzitetnega izobraževanja ne končajo kmalu. Zabavo jim predstavlja množica televizijskih kanalov, »surfanje« po internetu, Play Station in podobno, saj je tehnologija del njihovega vsakdanjika. Karireno so pogosto spremenljivi in zamenjajo največ delovnih mest med vsemi generacijami. Avtoriteto spoštujejo, vendar je ne občudujejo. Pogosto zapravljajo denar svojih staršev  oziroma še po zaključku šolanja ostajajo doma, večinoma zaradi oteženih ekonomskih razmer, ki vplivajo na dostopnost delovnih mest in stanovanj . Na delovnem mestu pa denar generaciji Y ne pomeni toliko, kot je pomenil njihovim staršem, saj nagrado vidijo predvsem v novih izzivih, ki jim omogočajo večjo fleksibilnost in uporabo novih tehnologij .
Njihovi junaki so ljudje kot je princesa Diana, Mati Tereza in Bill Gates. Na prihodnost gledajo z upanjem, optimistično. So visoko odprti in tolerantni. Imajo nekatere povsem nove značilnosti, specifične za to generacijo, kot je pogostost prostovoljstva, ekstremen pomen zabave, družbena ozaveščenost in cenjenost s strani staršev . Pripadniki generacije Y so otroci generacije »baby boom« ali generacije X, ki so kot najstniki lahko jasno izražali svoje mnenje ter pričakovali sprejemanje njihovega mnenja .

## Vrednote različnih generacij[5]
| Generacija Veteranov    | "Baby boom" generacija   | Generacija X         | Generacija Y          |
| ----------------------- | ------------------------ | -------------------- | --------------------- |
| Predanost in žrtvovanje | Optimizem                | Raznolikost          | Optimizem             |
| Trdo delo               | Moštvena orientacija     | Globalno mišljenje   | Državljanska dolžnost |
| Konformizem             | Osebno zadovoljstvo      | Uravnoteženost       | Samozavest            |
| Zakon in red            | Zdravje in dobro počutje | Tehnološka pismenost | Dosežki               |
| Spoštovanje avtoritete  | Osebnostna rast          | Zabava               | Družabnost            |
| Potrpežljivost          | Delo                     | Neformalnost         | Moralnost             |
| Odložena nagrada        | Vpletenost               | Zanašanje nase       | Raznolikost           |
| Dolžnost pred užitkom   | Pragmatizem              | Besedilo celice      | Družbena ozaveščenost |
| Čast                    |                          |                      |                       |

Vse generacije vrednotijo tri področja stališč do dela zelo podobno: zadovoljstvo z delom, zadovoljstvo s plačilom in želja po menjavi službe. Generacija Y ceni razvoj kariere in napredovanje, temu sledi priznanje, splošno zadovoljstvo in varnost zaposlitve . Vrednotenje različnih aspektov dela in delovnega mesta so odvisne tudi od časovnega konteksta oziroma družbenih razmer, v katerih določena generacija vstopa na trg dela. Mladi, ki danes začenjajo kariero, so tudi bolj kot vse predhodne generacije zadovoljni z možnostjo, da lahko dobijo boljše delo in da lahko razvijajo kariero znotraj organizacije. Generacija Y pa je najmanj zadovoljna s priznanjem nadrejenih . Verjetno je to povezano z ugotovitvami avtorjev Twenge in Im , ki sta ugotovila naraščanje potrebe po socialni sprejetosti od generacije »baby boom« do današnje, generacije Y.
Kar se tiče usklajevanja dela in zasebnega življenja, se med seboj razlikujejo Veterani in »baby boom« generacija ter generaciji X in Y. Prvima dvema generacijama je bolj pomembna kariera in delo, zato temu prilagodijo svoje zasebno življenje, drugi dve generaciji pa pričakujejo, da bodo imeli možnost uravnotežiti svoje delo tudi z zasebnim življenjem. 

## Delo z različnimi generacijami
Pri delu z različnimi generacijami je pomembno poiskati skupne točke in upoštevati razlike. Pri tem se morda spreminja vloga vodje in prestrukturira način dela. Hain (2013) generaciji X in »baby boom« priporoča, da poskušajo razumeti, da ima generacija Y drugačen pogled na svet, saj je na začetku svoje kariere. Pomembno je poslušati, sodelovati in se prilagoditi, kjer je to potrebno. Tudi implicitna prepričanja in predvidevanja niso priporočljiva, bolje je poslušati, kaj imajo za povedati mlajši, da delodajalci ne bodo presenečeni, ko bodo slišali mlade iz generacije Y razmišljati na popolnoma drugačen način. Hain  pravi, da je na generacijo Y pomembno gledati kot na poslovno investicijo, ki jo je treba izobraziti in usposobiti, da bodo znali voditi organizacije. Predvsem je treba upoštevati, da se mladi učijo že z opazovanjem, zato jim ni treba vedno dodeljevati dela. Dovolj je, da jim omogočimo praktične izkušnje. Najpomembneje, kar navaja Hain pa je zavedanje kvalitet generacije Y. To je odlično poznavanje tehnologije, socialnih medijev in želja po spremembah, zaradi katere bodo sledili zaupanja vrednim vodjem.
Na drugi strani pa Hain  poudarja tudi pomembnost sodelovanja generacije Y in njihovo zavedanje, da so starejši kolegi zanje koristni. Mladi se morajo zavedat drugačne perspektive in izkušenj, ki jih imajo starejši in se od njih učiti. Generacija Y potrebuje več potrpljenja, saj je popolnoma razumljivo, da si morajo zaupanje pri delodajalcih pridobiti in dokazati svoje sposobnosti. Predvsem pa naj ne razmišljajo samo o spremembi kariere, saj je pomembno tudi vztrajanje in dokazovanje svoje pripadnosti. Upoštevati morajo tudi drugačne načine komuniciranja, na katere so navajeni pripadniki generacij X in baby boom, za katere so pomembni tudi osebni stiki, ne samo spletno komuniciranje. Kljub pogosti ambicioznosti generacije Y in glede na nekatere avtorje (Twenge, Konrath, Foster, Campbell in Bushman, 2008) tudi višji stopnji narcisizma kot pri generaciji X,  je zanje pomembno, da se zavedajo svojih ciljev, vendar hkrati izkažejo spoštovanje do starejših generacij, njihovih izkušenj in dosežkov. Zato je pomembno tudi iskanje starejših mentorjev, ki pomagajo mladim v razvoju kariere, pri čemer pa morajo mladi iz generacije Y pokazati zanimanje in seveda, predanost mentorskemu odnosu .
Potrebno se je zavedati tudi različnih delovnih slogov. Veterani imajo radi natančna navodila in vodenje. »Baby boom« generacija najbolje deluje v skupinah, generacija x pa je neodvisna, odporna in prilagodljiva. Najbolje delajo individualno. Generacija Y pa se dobro odziva na strukturiranost delovnega mesta, izzive in mentorstva . Podobno kot Hoff , ki pravi, da so pripadniki generacije Y ljubitelji skupinskega dela, navaja tudi Boštjančič . Generacija Y ceni timsko delo in je navajena na sodelovanje, to pa jim predstavlja tudi užitek.
Čeprav je vsak posameznik drugačen v svojih osebnostnih značilnostih, skupne izkušnje posameznikov iz iste generacije vplivajo na njihove delovne sloge. Poznavanje prednosti in vrednot posameznih generacij pomaga vzpostaviti spoštovanje raznolikosti in kohezivnost na delovnem mestu . 

### Komunikacija in spoštovanje
Pomembno je poudariti, da je spoštovanje osrednjega pomena in univerzalno za vse, tudi na delovnem mestu. DeLellis  je poudaril pomembno vlogo spoštovanja v profesionalnih odnosih. Spoštljiva komunikacija ima več obrazov: aktivno poslušanje, asertiven govor, izogibanje pasivno-agresivne komunikacije in spoštovanje med konfliktom .
Kljub temu, da je spoštovanje pomembno vsem generacijam, jo pogosto dojemajo različno. Ulrich in sodelavci (2005) navajajo tudi anekdotske primere nespoštljive komunikacije v delovnem okolju medicinskih sester. Pripadniki generacije veteranov in »baby boom« so  se pritoževali, da so jih mlajši kolegi užalili z nespoštljivimi pripombami glede učenja uporabe tehnologije. Medtem ko so starejši kolegi določene besede dojemali kot žaljive, so mlajši, torej pripadniki generacije y te besede dojemali veliko manj žaljivo.  Mlajši študentje so  se pritoževali, da jih starejši kolegi ne spoštujejo, saj menijo, da si želijo le dobro oceno, pri čemer jim ni pomembno, kako jo dobijo. Pripadniki generacije X pa so užalili t. i. »boomerje« z izjavami, da potrebujejo ogromno časa za odločitev ter da želijo le premišljevati. Boštjančič  piše, da z generacijo Y prihaja drugačen način govora, ki vključuje tudi slengovske izraze, kratice, okrnjenke in simbole. V nasprotju z generacijo »baby boom« si želijo bolj fleksibilnih karier in hitrih prevzemov vodilnih pozicij, kar lahko sodelavci zaznavajo kot pretirano samozavest in zahtevnost. Raziskave so tudi pokazale, da imajo predstavniki generacije Y izredno željo po odprti in izdatni komunikaciji ter biti v stiku z informacijami, kar pogosto preseneča starejše vodje .  Zelo pomembne razlike v komunikaciji se kažejo na področju tehnologijo oziroma komuniciranja prek računalnika. Najbolj vešči take vrste komuniciranju so pripadniki generacije Y, saj več časa kot drugi preživijo na različnih spletnih straneh , kar ne preseneča, saj že celo življenje komunicirajo z uporabo sodobne tehnologije . Za starejše generacije je pomembno, da to razumejo in se skušajo tudi sami naučiti uporabe sodobnih komunikacijskih orodij.
Pomembno je poznati najbolj učinkovite oblike podajanja povratnih informacij za vsako generacijo. Veterani naj bi želeli povratno informacijo samo po tem, ko je cilj že dosežen. Pripadniki »baby boom« generacije pričakujejo odzive na nivoju organizacije, kot sta na primer napredovanje ali povišica. Takojšnje in sprotne povratne informacije pa cenijo tako osebe iz generacije X kot Y, saj s tem želijo preverjati in vrednotiti svoje delo .
Po drugi strani pa so pripadniki generacij x in y zelo podobno opisovali spoštljiva in nespoštljiva dejanja. Vzdrževanje očesnega kontakta, pozornost in vljudnost so bila našteta kot spoštljiva vedenja. Nespoštljivo pa naj bi po njihovem mnenju bilo prekinjanje govorca, opravljanje, zavijanje z očmi ob nestrinjanju ter neodzivanje na telefonske klice in elektronska sporočila .

### Medgeneracijsko sodelovanje
Kljub temu, da je v podjetjih oz. organizacijah toliko različnih generacij, izmed katerih ima vsaka svoje potrebe in načine dela, je potrebno, da med seboj sodelujejo in skupaj stremijo k dobrobitnosti organizacije. Mlajši zaposleni v podjetje prinesejo novo, sveže znanje, katerega predajo naprej starejšim zaposlenim, le ti pa mlajše naučijo utečenih navad in postpokov v podjetju, lahko so tudi njihovi mentorji. Na takšen način znanje podjetja oz. organizacije (tiho znanje) kroži med zaposlenimi in se nadgrajuje hkrati pa medgeneracijsko sodelovanje poskrbi za dobre odnose med zaposlenimi in prijetno klimo. Za več informacij o medgeneracijskem sodelovanju na delovnem mestu pa si lahko ogledate na tej povezavi.